# Flikjassana
Flikjassana (Jacana jacana) är en huvudsakligen sydamerikansk fågel i familjen jassanor inom ordningen vadarfåglar.

## Utseende
Karakteristiskt för flikjassanan liksom för andra arter inom familjen jassanor är dess långa ben och mycket stora fötter med långa tår och klor som möjliggör för dem att gå omkring på flytande vegetation. 
Flikjaçanan är en 17—23 centimeter lång fågel med kastanjefärgad rygg och vingtäckare och resten av kroppen huvudsakligen svart. I flykten syns gröngula vingpennor och vid vingknogen finns en lång och vass sporre. Näbben är gul, ovanför den en röd pannsköld och från mungipan en likaså röd hängande hudflik som gett arten dess namn. Fötterna är blågrå. 
Vissa av underarterna har avvikande utseende, där hypomelaena är svart istället för kastanjefärgad medan scapularis har svarta inslag på ryggen och vita yttre handpennor.

## Utbredning och systematik
Flikjassana delas in i två grupper av sex underarter:
- J. j. hypomelaena – förekommer från den västra delen av centrala Panama till norra Colombia
- jacana-gruppen
  - J. j. melanopygia – förekommer från västra Colombia till västra Venezuela
  - J. j. jacana – förekommer från sydöstra Colombia till Guyana, Brasilien, Uruguay och norra Argentina
  - J. j. intermedia – förekommer i norra och centrala Venezuela
  - J. j. scapularis – förekommer i låglänta områden  av västra Ecuador och nordvästra Peru
  - J. j. peruviana – förekommer i nordöstra Peru (lägre delen av rio Ucayali) och intilliggande nordvästra Brasilien

## Levnadssätt
Flikjassanan lägger fyra svartmärkta ägg i ett flytande bo. Likt exempelvis simsnäppor, men olikt de flesta andra fåglar, är könsrollerna omvända hos jassanorna. Honan som har flera partners, så kallat polyandriskt häckningsbeteende, försvarar boet medan hanen ruvar. Fågeln lever av insekter, andra ryggradslösa djur och frön som den plockar från flytande vegetation eller från vattenytan.

## Status och hot
Arten har ett stort utbredningsområde och en stor population som tros vara stabil. Utifrån dessa kriterier kategoriserar IUCN arten som livskraftig (LC).

## Bilder

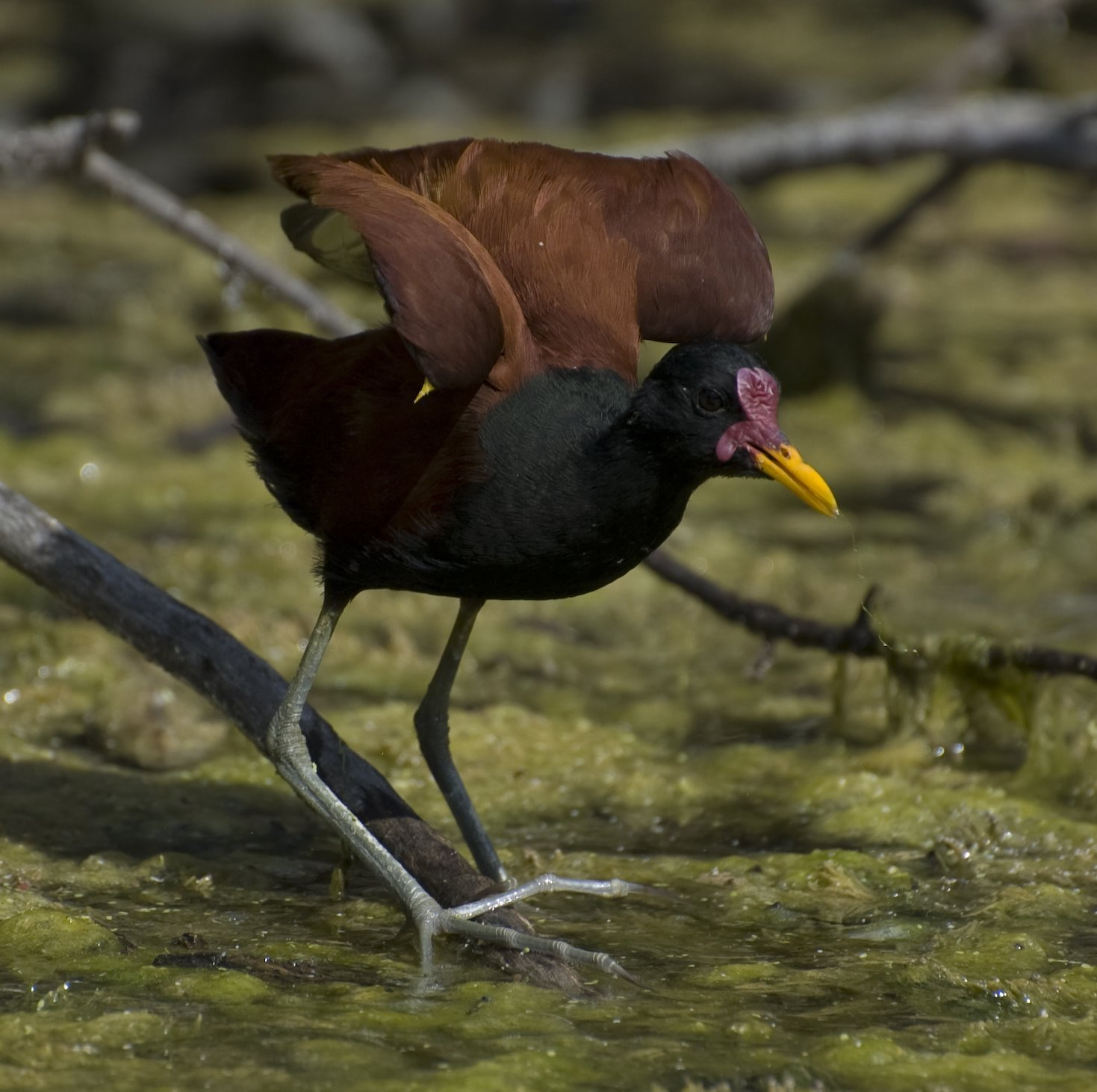
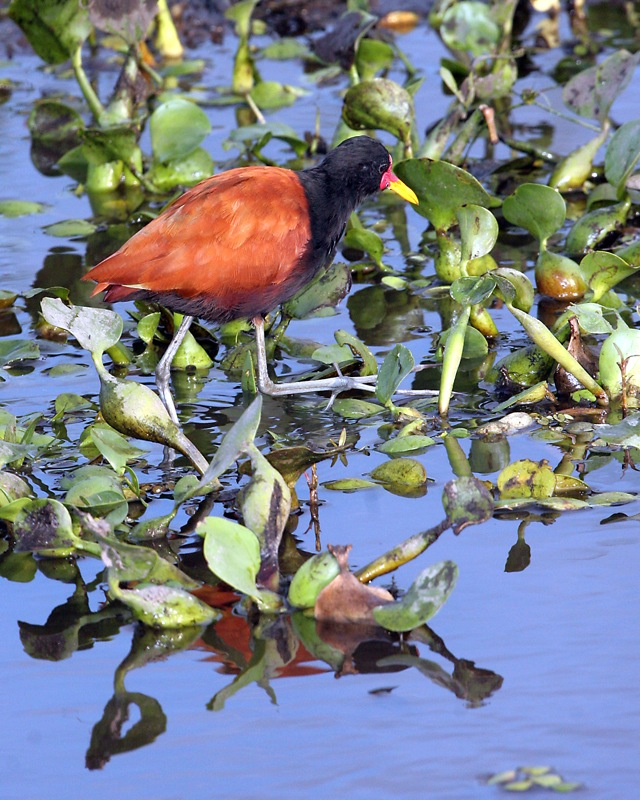
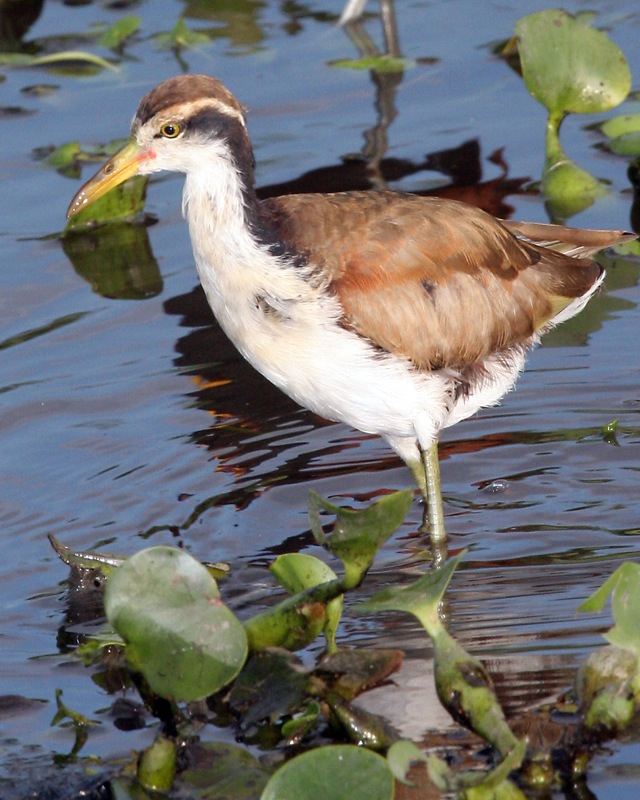
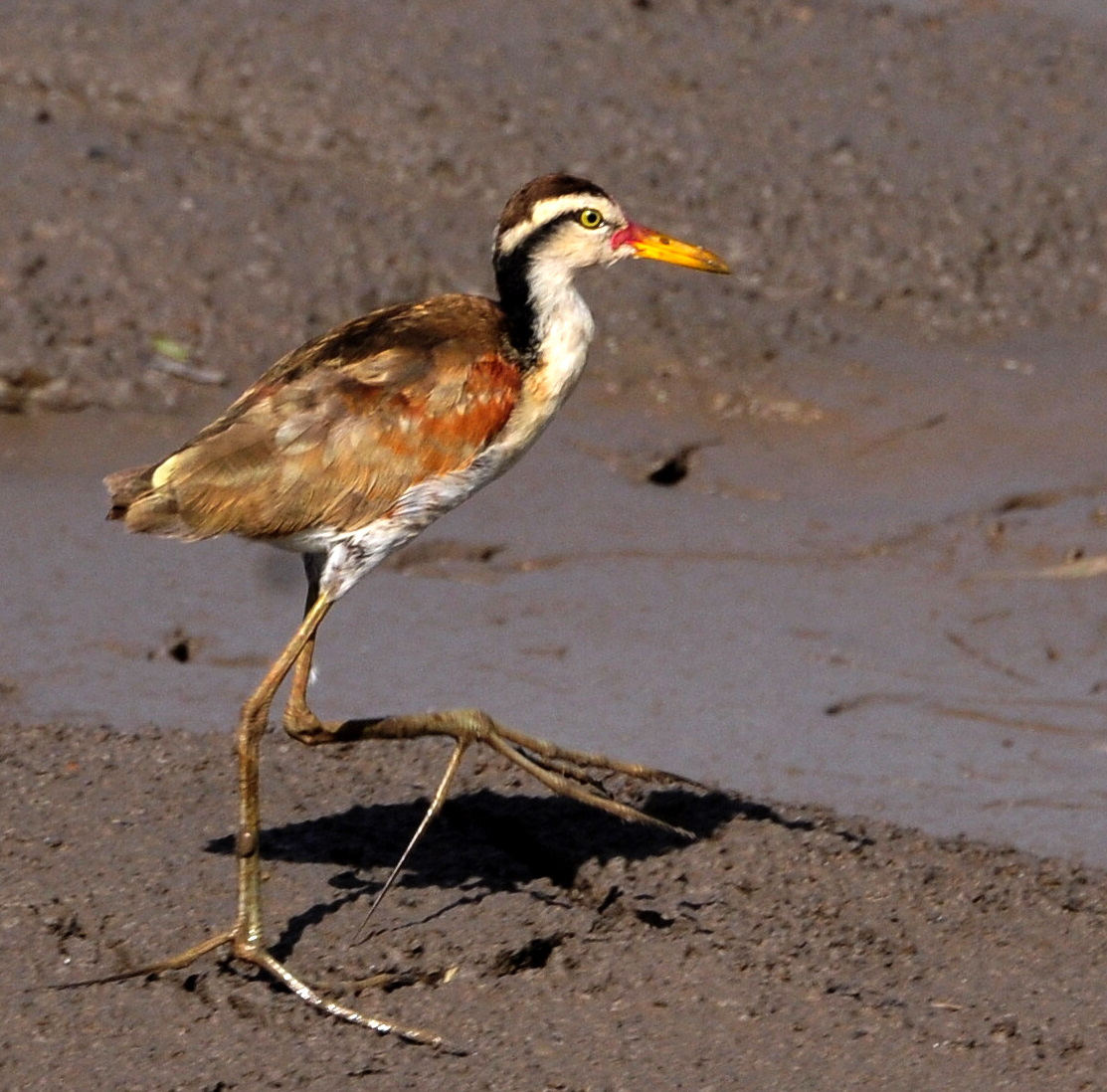
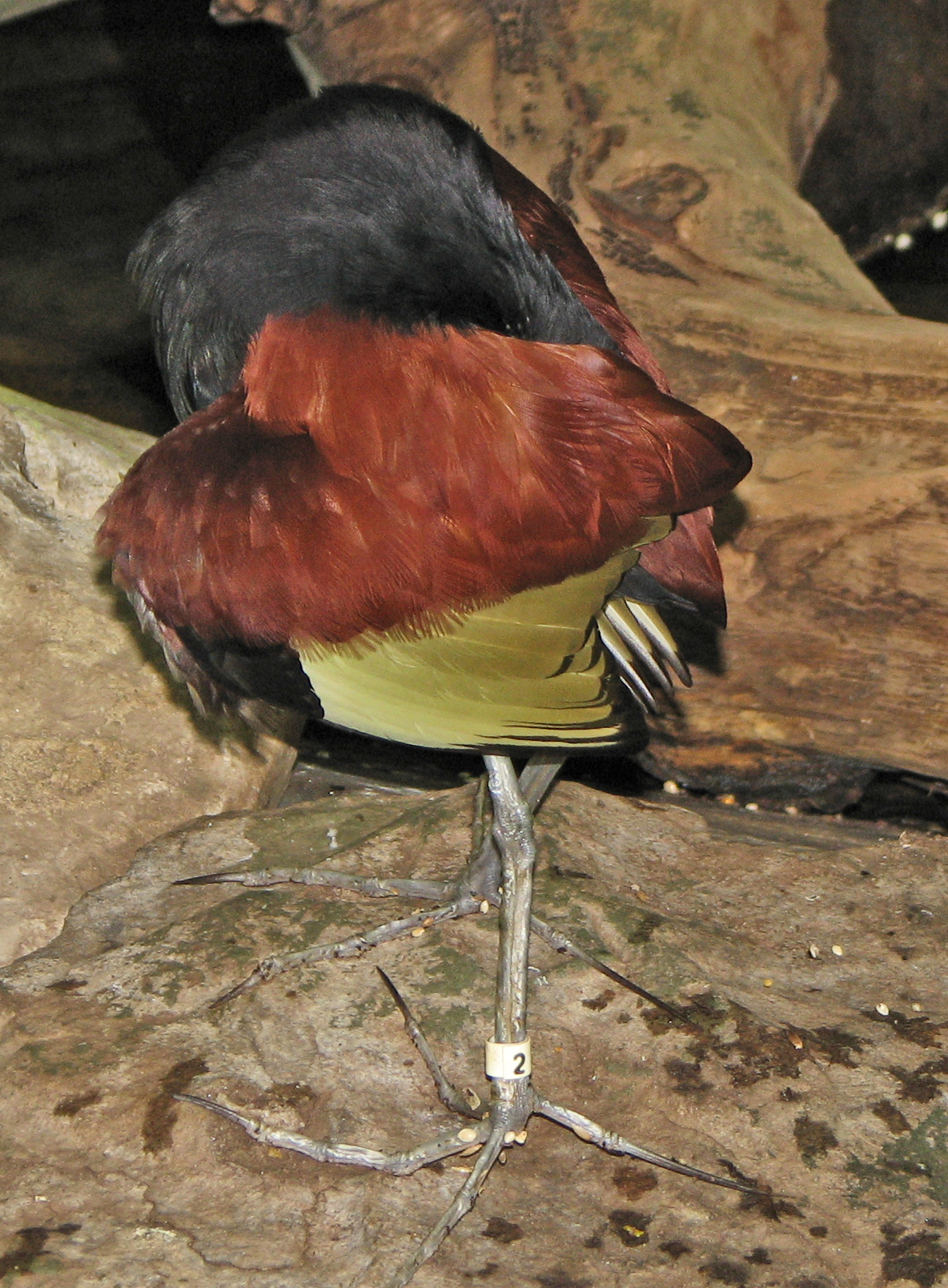
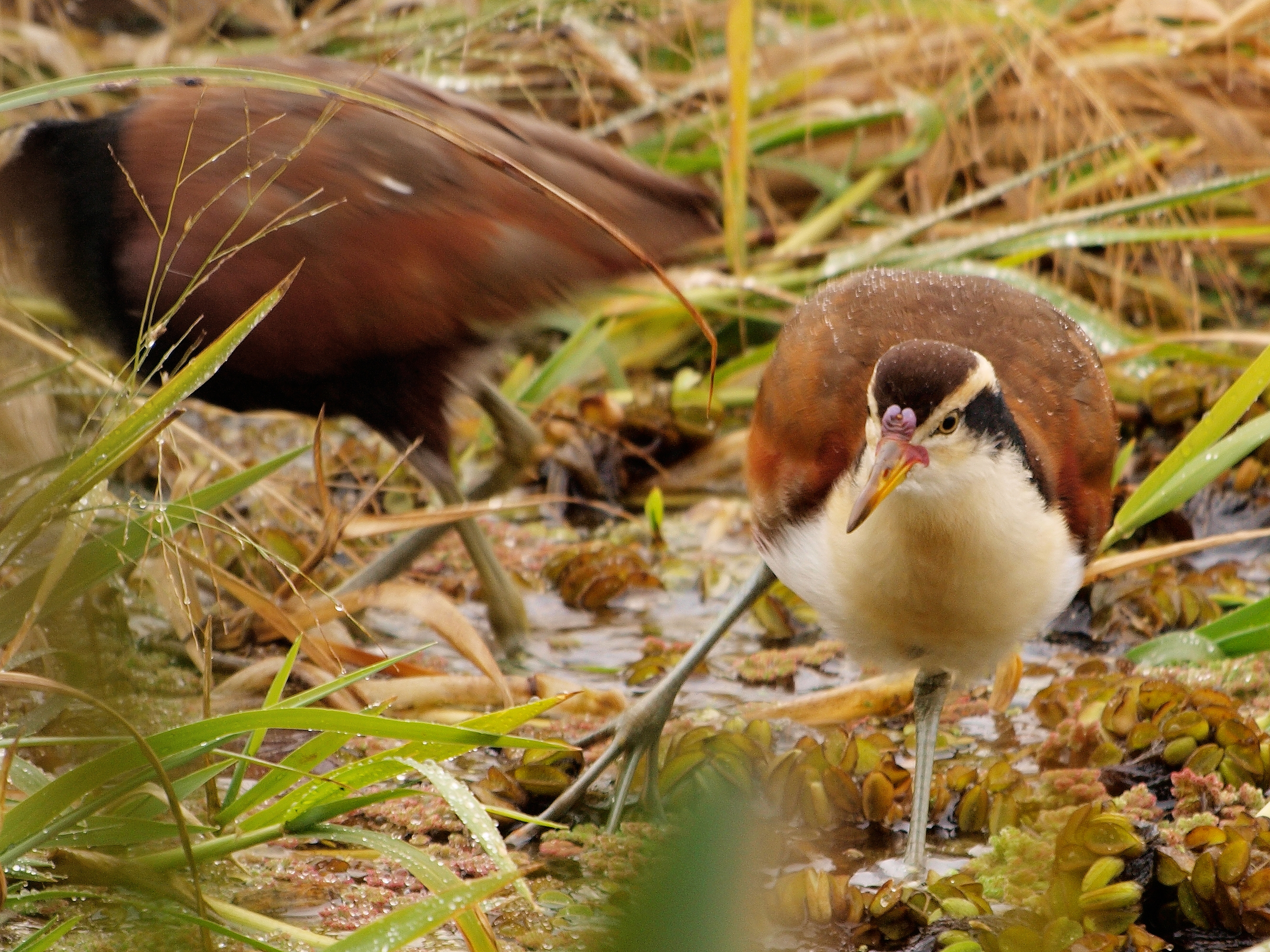
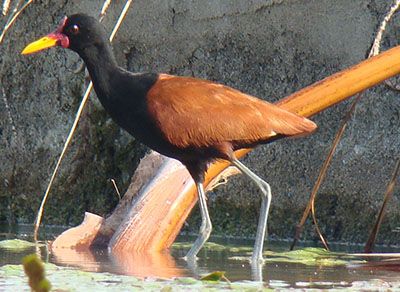